# سالي هارمسن
سالي هارمسن (بالهولندية: Sallie Harmsen)‏ (من مواليد 2 مايو 1989) ممثلة هولندية معروفة بدور سيمون في فيلم في الحياة الحقيقية.، الذي رشح عنه لجائزة العجل الذهبي. كما كان لها دور مساند في فيلم جريمة هولندي اختطاف هاينكن عام 2011، ظهرت على شاشة التلفزيون في مسلسل أسرار بارسليت، وعلى خشبة المسرح في مسرحية أخبار عاجلة عام 2012. تخرجت من أكاديمية ماستريخت للفنون المسرحية عام 2012.

## روابط خارجية
- سالي هارمسن على موقع IMDb (الإنجليزية)
- سالي هارمسن على موقع ألو سيني (الفرنسية)
- سالي هارمسن على موقع أول موفي (الإنجليزية)
- سالي هارمسن على موقع قاعدة بيانات الفيلم (الإنجليزية)
- سالي هارمسن على موقع كينوبويسك (الروسية)